# Linguagem objeto
Uma linguagem objeto é uma linguagem que é o "objeto" de estudo  em diversos campos. O termo tem significados nos contextos de programação e operação de computadores, bem como em linguística e lógica.

## Programação
Em seu nível mais básico, computadores atuam sobre o que lhes é passado, através de um conjunto limitado de instruções que são compreendidas por seus CPUs. Nos primeiros computadores, isso significava, em alguns casos, que os programadores precisavam digitar 1's e 0's para programar. Isto requeria considerável treinamento (e paciência) em programação para criação de instruções, mas as linguagens de computador subsequentes evoluíram bastante no sentido de simplificar as tarefas de um programador. (Por exemplo, hoje em dia é comum que pessoas com pouco treinamento façam drag-and-drop de ícones para criar um página web; todos os passos para criação das verdadeiras instruções que são executadas pelo computador são criadas automaticamente, e de maneira não-visível.)
Uma prática comum por décadas é permitir que um programador use a linguagem "fonte" (o que ainda pode requerer considerável treinamento), e ter aquela linguagem traduzida em código objeto que o computador pode imediatamente utilizar. A compilação de um no outro varia, dependendo de para qual tipo de computador as instruções estão sendo dadas.
Linguagem Objeto neste contexto significa algo similar a "o objeto do que o programador está tentando alcançar. Não deve-se confundir com Linguagem orientada a objetos, que é uma tipologia de linguagens de programação que modela no qual as informações de programação são convenientemente modeladas.
Linguagem Objeto neste contexto é sinonimo de linguagem alvo. A linguagem objeto de uma tradução na maior parte das vezes é uma Linguagem de máquina, mas pode ser outro tipo de linguagem, como linguagem assembly

## Linguística
Em linguística e sistemas formais usados em lógica matemática, 'linguagem objeto tem um significado diferente. Essas disciplinas fazem uso de Metalinguagens, que são linguagens de descrição da natureza de outras linguagens. A linguagem que uma metalinguagem descreve é a linguagem objeto. É assim chamada presumivelmente por ser a linguagem sob análise usando uma metalinguagem.